# Florida State University

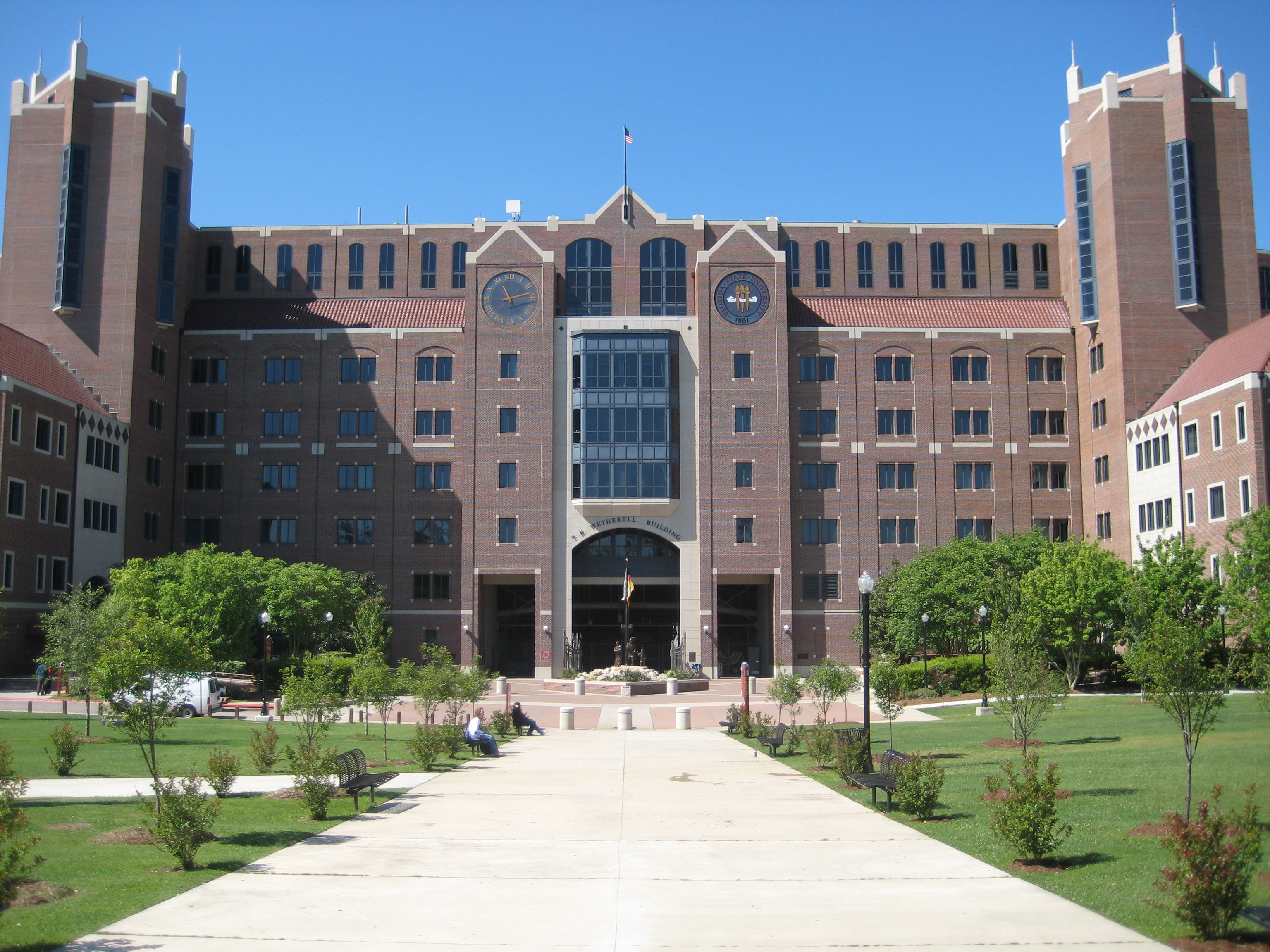
Vstup na fotbalový stadion Doak Campbell Stadium v areálu univerzity

Florida State University (krátce FSU nebo Florida State) je státní univerzita v americkém státě Florida. Sídlí v jejím hlavní městě Tallahassee v blízkosti Florida State Capitolu. Univerzita byla založena roku 1851.
V současnosti je zde zapsáno okolo 40 000 studentů.

## Sport
Školní sportovní týmy se nazývají Florida State Seminoles.

## Významné osobnosti
- Konrad Bloch – nositel Nobelovy ceny za medicínu, 1964
- James M. Buchanan – nositel Nobelovy ceny za ekonomii, 1986
- Paul Dirac – nositel Nobelovy ceny za fyziku, 1933
- Traylor Howard – americká herečka
- Harold Kroto – nositel Nobelovy ceny za chemii, 1996
- Jim Morrison – americký zpěvák
- Glayde Whitney – behaviorální genetik
- Robert Sanderson Mulliken – nositel Nobelovy ceny za chemii, 1966
- Burt Reynolds – americký herec
- John Robert Schrieffer – nositel Nobelovy ceny za fyziku, 1972
- Norman Thagard – americký kosmonaut a lékař
- Mark Tremonti – americký kytarista